# Statek

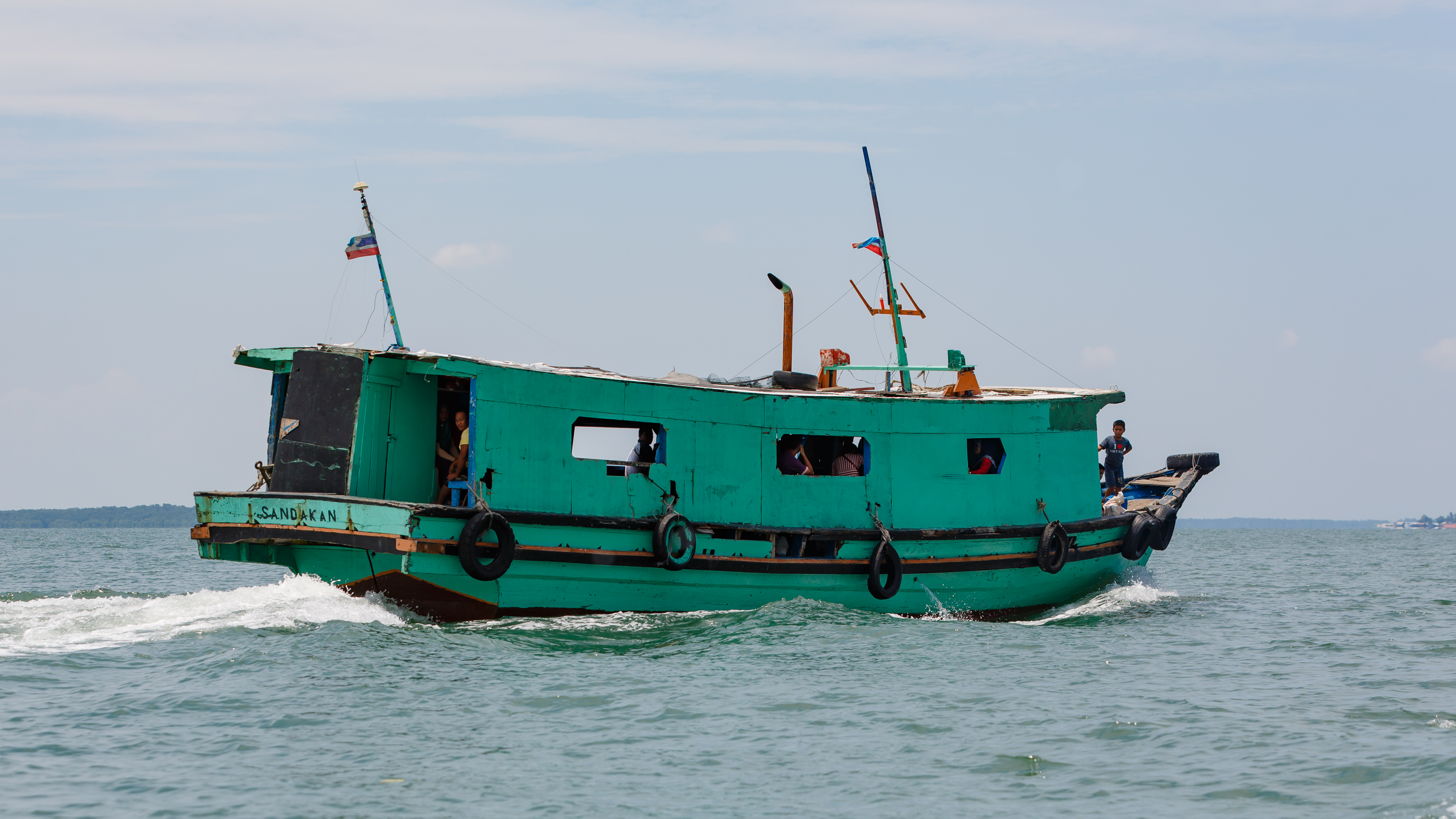
Taksówka wodna w Malezji

Statek – każde urządzenie transportowe, które jest zdolne do pokonywania przestrzeni w sposób dla niego charakterystyczny, ale inny niż poruszanie się w kontakcie ze stałym lądem. W szczególności może pływać pod powierzchnią wody, na jej powierzchni, unosić się w atmosferze lub w przestrzeni kosmicznej. Może mieć własny napęd i urządzenia sterujące, lub być uzależniony od innej jednostki.
Wyróżnia się:
- statek wodny
  - statek nawodny – unoszący się na powierzchni wody, np. barka, łódź, okręt, statek handlowy, statek pasażerski, żaglowiec
  - statek podwodny – mogący całkowicie zanurzać się w wodzie, np. batyskaf, okręt podwodny
- statek latający
  - statek powietrzny – urządzenie do poruszania się w przestworzach powietrznych, np. sterowiec, balon, samolot, śmigłowiec
  - statek kosmiczny – urządzenie do poruszania się w przestrzeni kosmicznej, np. rakieta, sonda kosmiczna, sztuczny satelita, wahadłowiec.